# Gerald Murnane
Gerald Murnane (* 25. Februar 1939 im Melbourner Stadtteil Coburg, Victoria) ist ein australischer Schriftsteller.

## Leben
Murnane wuchs in einer katholischen Familie in der Umgebung von Melbourne auf. Sein Vater arbeitete als Gefängniswärter, war jedoch zugleich ein meist verschuldeter Spieler, was zu häufigen Umzügen und finanziellen Problemen der Familie führte. Nach seinem Schulabschluss 1957 nahm Gerald Murnane zunächst sechs Monate an einem katholischen Priesterseminar teil. Er verlor dabei seinen Glauben an eine Religion im traditionellen Sinne, indes glaubt er nach eigener Auskunft an ein „Überleben der Seele“. Danach arbeitete Murnane von 1960 bis 1968 als Grundschullehrer sowie von 1969 und 1973 als Redakteur im Bildungsministerium des Bundesstaates Victoria. 1969 erwarb er einen Bachelor der Universität Melbourne in Englisch und Arabisch. Ab 1973 betreute er – damals ungewöhnlich – daheim seine Kinder, während seine Frau arbeiten ging, damit er sich verstärkt seinem eigentlichen Interesse, dem Schreiben von fiktionaler Literatur, widmen konnte.
Nach Veröffentlichung seiner ersten beiden Romane unterrichtete Murnane ab 1980 als Dozent für Kreatives Schreiben an mehreren Colleges in Australien, darunter die meiste Zeit am Prahran College. Als jenes in die Deakin University aufgelöst wurde, kündigte er 1995 aus Frustration über die Bürokratie der Universitätsadministration. Ansonsten hielt er sich bewusst aus dem Literaturbetrieb heraus, so besuchte er nie Schriftstellerkonferenzen und gab selten Lesungen. Aufgrund einer scheinbaren Indifferenz gegenüber seinem Werk hörte Murnane in den 1990er-Jahren zunächst auf, für ein Leserpublikum zu schreiben. Erst das Interesse des Verlegers Ivor Indyk an weiteren Werken führte dazu, dass Murnane ab 2001 wieder Veröffentlichungen vorzubereiten begann.
Die Ideen für seine Werke entnimmt Murnane einem bis in die 1960er-Jahre zurückgehenden Privatarchiv, in dem er akribisch Tagebucheinträge, aufgeschriebene Gedanken und Entwürfe sammelt. Mit 56 Jahren brachte er sich selbst die ungarische Sprache bei, für die er eine langjährige Faszination hegt. Eine weitere Leidenschaft von Murnane sind Pferderennen; der Filmemacher Adrian Martin drehte im Jahr 1989 den Dokumentarfilm Words and Silk: The Imaginary and Real Worlds of Gerald Murnane über Murnanes und dessen Interesse an Pferderennen. Seine Freizeit verbringt er auch damit, sich imaginäre Pferderennen innerhalb eines komplexen fiktionalen Ligasystems auszudenken. Hingegen hat Murnane seinen Heimatbundesstaat Victoria nur wenige Male und Australien noch nie verlassen, auch habe er noch nie mit ein Flugzeug bestiegen und benutze keinen Fernseher oder Computer. Seine Werke tippt er auf Schreibmaschinen.
Mit seiner Ehefrau, der Lehrerin Catherine Mary Murnane, war er von 1966 bis zu ihrem Tod 2009 verheiratet. Das Paar hat drei Kinder. Nach dem Tod seiner Frau zog er Ende 2009 aus den Vororten Melbournes in den ländlichen 300-Einwohner-Ort Goroke im Westen des Bundesstaates Victoria, wo er in einer Einliegerwohnung bei seinem Sohn lebt. Neben dem Schreiben betätigt er sich gelegentlich als Barkeeper des örtlichen Golfvereins und arbeitet in der ehrenamtlichen Werkstatt von Goroke mit.

## Werk
In den 1970er-Jahren veröffentlichte Murnane seine ersten größeren Werke, zwei autobiografische Romane: Tamarisk Row und A Lifetime on Clouds. 1982 erlangte er seinen reifen Stil mit The Plains, einem kurzen Roman über einen jungen Filmemacher, der in ein eigentümliches Land weit im Inneren von Australien reist. Der Roman ist eine metaphysische Parabel über Schein und Wirklichkeit sowie über die Bedeutung der Kunst.
Murnanes folgende Werke, darunter die Kurzgeschichtensammlung Landscape With Landscape (1985) und der Roman Emerald Blue (1995), setzen ähnliche Themen fort. Dabei entfernte er sich von einer klassischen Erzählprosa hin zu einem eigenwilligen, abstrakten Stil sowie auto- und metafiktionalen Elementen. Sein Buch Inland (1988) – das keinen gattungsbezeichnenden Untertitel trägt – wird vom Suhrkamp-Verlag, Murnanes deutschem Verlag, als Werk über Sehnsucht, Schuld, Kindheit und „Tastgesten an den beweglichen Grenzverläufen zwischen ausufernder Innenwelt und eingebildeter Außenwelt“ beworben.
Nach einer längeren Schreibpause Murnanes erschien im Jahr 2005 die Essay-Sammlung Invisible Yet Enduring Lilacs, anschließend entstand ein umfangreiches Spätwerk. A History of Books (2012) verhandelt die Beziehung zwischen dem Lesen und Schreiben von Werken, A Million Windows (2014) imaginiert ein Haus mit einer Million Fenster als Bildnis für das Schreiben von Literatur aus unterschiedlichen Fenstern bzw. Perspektiven, und Something for the Pain: A Memoir of the Turf (2015) erzählt autobiografisch von Pferderennen. Im Jahr 2017 veröffentlichte er seinen laut Ankündigung letzten Roman Border Districts, der autofiktional von einem alten Mann erzählt, der an Begegnungen mit Buntglas im Laufe seines Lebens und damit verbundene Erinnerungen nachdenkt. Im Jahr 2021 erschien die Essaysammlung Last Letter to a Reader als voraussichtlich finales Werk.
Als zentrale Themen seines Werkes gelten „Ort, Erinnerung, Landschaft und Pferderennen“ (place, memory, landscape, horse-racing). Ein Stilmittel, sowohl thematisch als auch stilistisch, ist das bewusste Verwenden von Wiederholungen. Anlässlich eines Interviews von Murnane im Jahr 2018 führte der Autor Sean O’Beirne ihn mit folgenden Worten ein, eine Einführung, die Murnane im Interview danach ausdrücklich lobte:
„(...) Gerald Murnane zu lesen, heißt das gewöhnliche Land der Belletristik mit Story, Drama, Handlung und sogenannter Vorstellungskraft zu verlassen. Nachdem man Gerald Murnane liest, erscheint selbst sehr gute fiktionale Literatur wie geschäftige, hoffnungsvolle Über-Organisation, die nicht der Seltsamkeit dessen nahekommt, was unser Verstand meistens macht. Diese Dinge, die uns immer begleiten, die wir nicht sehen möchten, die wundersamen Aktivitäten unseres gefühlsbetonten Verstandes, unseres emotionalen Verstandes, unseres bildbewahrenden Verstandes, die ständig unsere Assoziationen, Ablehnungen und Verhaltensmuster erzeugen, in privaten, auswechselbaren, aber nicht veränderbaren Farbtönen. Indem es dem nachgeht, gelangt Gerald Murnanes Schreiben zu einigen der tiefsten, seltsamsten, wichtigsten Fragen darüber, was wir sind, was wir behalten können, was wir geben können, wie sehr wir andere Menschen nicht wollen, wie sehr sie uns verletzen, wie sehr wir sie wollen, wie sehr wir andere Menschen wollen müssen, was die Welt ist, was die menschliche Welt ist.“

## Rezeption
Murnanes Werk galt lange selbst in seinem Heimatland als wenig beachteter Außenseiter im Literaturbetrieb. Seit den 2000er-Jahren wuchs das Interesse an seinem Werk zunächst in Australien, dann auch in anderen Ländern. Frühe Anhänger außerhalb Australiens hatte er besonders in Schweden und in den USA, wo The Plains seit 1985 mehrfach neu herausgegeben wurde. Zu Murnanes wachsender Bekanntheit trug auch das Lob mehrerer berühmter Schriftstellerkollegen wie J. M. Coetzee, Teju Cole und Ben Lerner bei. Weitere Aufmerksamkeit brachte 2018 eine Reportage von Mark Binelli für die New York Times über Murnane. Die Zeitung beschrieb ihn als den „größten lebenden englischsprachigen Schriftsteller, von dem die meisten Menschen noch nie etwas gehört haben“.
An der University of Newcastle in New South Wales wurde 2001 eine erste akademische Konferenz über sein Werk veranstaltet. Im Dezember 2017 fand im Golfclub von Murnanes Wohnort Goroke eine erneute Tagung zu seinem Werk statt.
In Deutschland erscheinen seit 2017 mehrere Werke Murnanes bei Suhrkamp, alle übersetzt von Rainer G. Schmidt. Die deutsche Übersetzung von The Plains, Die Ebenen, erreichte im Juli/August 2017 Platz 1 der SWR-Bestenliste. 2018 erschien sein Buch Border Districts in deutscher Sprache als Grenzbezirke, und 2020 folgte seine Kurzgeschichtensammlung Landschaft mit Landschaft. Im Februar 2022 erschien Inland. Auch diese Übersetzung wurde durch Aufnahme in die SWR-Bestenliste gewürdigt.
Seit den 2000er-Jahren gilt er als Anwärter auf den Literaturnobelpreis und wurde inzwischen viele Male nominiert. Bei Wettanbietern für den Preis rangierte er in den letzten Jahren häufig auf den vorderen Plätzen.

## Auszeichnungen
Ausgezeichnet wurde Murnane unter anderem mit dem Patrick White Award (1999), dem Melbourne Prize for Literature (2009) und dem vom australischen Premierminister vergebenen Prime Minister’s Literary Award (2018).

## Bibliografie

### Romane / Längere Prosawerke
- (1974) Tamarisk Row. William Heinemann Australia, Melbourne.
- (1976) A Lifetime on Clouds. William Heinemann Australia, Melbourne.
- (1982) The Plains. Norstrilia Press, Melbourne.
  - Die Ebenen. Roman. Mit einem Nachwort von Ben Lerner. Berlin: Suhrkamp, 2017. Bibliothek Suhrkamp, Band 1499. Übersetzt von Rainer G. Schmidt.
- (1988) Inland. William Heinemann Australia, Melbourne.
  - Inland. Berlin: Suhrkamp, 2022. Bibliothek Suhrkamp, Band 1534. Übersetzt von Rainer G. Schmidt.
- (1995) Emerald Blue. McPhee Gribble, Melbourne.
- (2009) Barley Patch. Giramondo Publishing Company, Sydney.
- (2012) A History of Books. Giramondo Publishing Company, Sydney.
- (2014) A Million Windows. Giramondo Publishing Company, Sydney.
- (2017) Border Districts. Giramondo Publishing Company, Sydney.
- (2015) Something for the Pain: A Memoir of the Turf. Text Publishing, Melbourne.
- (2017) Border Districts. Giramondo Publishing Company, Sydney.
  - Grenzbezirke. Berlin: Suhrkamp, 2018. Bibliothek Suhrkamp, Band 1507. Übersetzt von Rainer G. Schmidt.
- (2019) A Season on Earth. Text Publishing, Melbourne. Ungekürzte Version von A Lifetime on Clouds.

### Kurzgeschichten-Sammlungen
- (1985) Landscape with Landscape. Norstrilia Press, Melbourne.
  - Landschaft mit Landschaft. Berlin: Suhrkamp, 2020. Bibliothek Suhrkamp, Band 1514. Übersetzt von Rainer G. Schmidt.
- (1990) Velvet Waters. McPhee Gribble, Melbourne.
- (2018) Collected Short Fiction. Giramondo Publishing Company, Sydney.

### Essaysammlungen
- (2005) Invisible Yet Enduring Lilacs. Giramondo Publishing Company, Sydney.
- (2021) Last Letter to a Reader. Giramondo Publishing Company, Sydney.

### Gedichtsammlungen
- (2019) Green Shadows and Other Poems. Giramondo Publishing Company, Sydney.

## Sekundärliteratur
- Stinson, Emmett: Murnane. Melbourne University Publishing, Melbourne 2023, ISBN 978-0-522-87946-9.
- Uhlman, Anthony (Hrsg.): Gerald Murnane Another World in This One. Sydney University Press, Sydney 2020, ISBN 978-1-74332-640-4